# Rytidocarpus moricandioides
Rytidocarpus moricandioides är en korsblommig växtart som beskrevs av Ernest Saint-Charles Cosson. Rytidocarpus moricandioides ingår i släktet Rytidocarpus och familjen korsblommiga växter. Inga underarter finns listade i Catalogue of Life.